# Bergsteppen-Erdeule
Die Bergsteppen-Erdeule (Euxoa recussa) ist ein Schmetterling (Nachtfalter) aus der Familie der Eulenfalter (Noctuidae).

## Merkmale
Die Flügelspannweite der Falter beträgt 31 bis 40 Millimeter, die Durchschnittsgröße ist jedoch bei den beiden Unterarten etwas unterschiedlich. Die Färbung der Vorderflügel variiert in verschiedenen Brauntönen von hellbraun bis zu rot- oder dunkelbraun, die Zeichnung verändert sich hingegen kaum. Die äußere Querlinie ist doppelt und hell ausgefüllt. Ring- und Nierenmakel sind hellbraun und deutlich hervorgehoben. Die dazwischen liegende Diskoidalzelle ist tiefschwarz ausgefüllt. Sehr auffällig sind auch die ebenfalls tiefschwarzen Zapfenmakel. Die Saumlinie ist einfach und grau. Die Hinterflügel sind bei der ssp. recussa zeichnungslos graubraun, bei der ssp. tetrastigmata ist das Saumfeld etwas dunkler.
Das Ei ist glatt, kugelig und schwefelgelb. Da die Raupen meist am oder im Boden leben, benötigen sie keine bunte oder kontrastreiche Zeichnung. Sie haben eine graubraune Farbe und sind schwer von anderen Erdeulen-Arten zu unterscheiden. Die Puppe ist gelbbraun mit zwei feinen Spitzen am Kremaster.

### Ähnliche Arten
Wegen der markanten und ausgeprägten Vorderflügelzeichnung ist die Verwechslungsgefahr mit anderen Arten relativ gering. Eine Ähnlichkeit besteht mit bestimmten Formen des Weizeneulen-Artkomplexes (nämlich Euxoa nigrofusca und Euxoa eruta) und zu Euxoa aquilina, die jedoch schmalere Vorderflügel haben, letztere auch Keilflecke im Saumfeld, die bei recussa fehlen. Euxoa aquilina ist zudem schärfer gezeichnet.

## Geographische Verbreitung und Lebensraum
Die Nominatform Euxoa recussa recussa kommt hauptsächlich in bergigen Gebieten Südeuropas und des Alpen- und Voralpenraums sowie einiger Mittelgebirge (Schwäbische Alb, Fränkische Alb, Thüringen) vor, während Euxoa recussa tetrastigma Zetterstedt, 1840 ihre Hauptverbreitung in Nordeuropa hat. Beide Unterarten wurden offensichtlich als Ergebnis der letzten Eiszeit isoliert, so dass sich zwei voneinander getrennte Populationen bilden konnten. Nach Osten ist die Bergsteppen-Erdeule auch in Südrussland, der Nordtürkei, Westsibirien, im Altai, Alatau, Issyk-Kul (Kirgisistan), Alexander-Berge (Tian Shan), Ili-Gebiet und im Amurgebiet vertreten. Sie bevorzugt warme steinige Hänge, Waldränder, Gras-, Steppen- und Wacholderheiden. In Baden-Württemberg lebt sie nur in den höheren Lagen der Schwäbischen Alb (ca. 600 bis 1000 m).

## Lebensweise
Die Bergsteppen-Erdeule bildet eine Generation pro Jahr, deren Falter zwischen Juli und August fliegen. Die Falter sind überwiegend nachtaktiv, werden aber gelegentlich auch am Tage an Blüten saugend beobachtet. Sie kommen an künstliche Lichtquellen und besuchen den Köder. Die Raupen leben überwiegend in der Erde und ernähren hauptsächlich von den Wurzeln verschiedener krautiger Pflanzen und Gräsern. Sie überwintern und verpuppen sich im Mai des folgenden Jahres.

## Gefährdung
Die Art kommt in Deutschland nur in Bayern, Baden-Württemberg und Thüringen vor, ist dort meist selten und deshalb auf der Roten Liste gefährdeter Arten in Kategorie 3 (gefährdet) eingestuft.

## Systematik
Die Art wurde von Fibiger (1990) in zwei Unterarten unterteilt:
- Euxoa (Euxoa) recussa recussa, die Nominatunterart, Alpen, Voralpen, Tschechien, Slowakei, Ungarn, Rumänien, Slowenien, Österreich, Schweiz, Südfrankreich, Pyrenäen, etwas größer (Flügelspannweite 32 bis 40 Millimeter), Grundfarbe meist etwas heller
- Euxoa (Euxoa) recussa tetrastigma (Zetterstedt, 1840), Krim (Ukraine), Russland, Baltikum, Fennoskandien (mit Ausnahme des Nordens), im Durchschnitt etwas kleiner (Flügelspannweite 31 bis 38 Millimeter), Grundfarbe der Vorderflügel etwas dunkler, Hinterflügel mit einem dunklen Saumfeld